# Hoplocheylus similis
Hoplocheylus similis är en kvalsterart som beskrevs av Mercedes Delfinado och Baker. Hoplocheylus similis ingår i släktet Hoplocheylus och familjen Tarsocheylidae. Inga underarter finns listade i Catalogue of Life.